# Philipp Mainländer
Philipp Mainländer (5 d'octubre del 1841, Offenbach, Estat Popular de Hesse, Alemanya - 1 d'abril del 1876, Offenbach) va ser un poeta i filòsof alemany. Nascut com a Philipp Batzar, més tard es va canviar el cognom per Mainländer, en honor de la seva ciutat natal, Offenbach am Main.
Mainländer va sostenir que el principi del temps corresponia a la mort de Déu i de l'espiritualitat. Va defensar la virginitat i el suïcidi com a mitjans per minimitzar la creació de vida i nou patiment.
A la seva obra central, Die Philosophie der Erlösung ("La filosofia de la redempció") —d'acord amb Theodor Lessing, "potser el sistema més radical de pessimisme conegut de la literatura filosòfica"—, publicada un dia abans que se suïcidés, Mainländer proclama que no hi ha un sentit més alt de la vida i que "la voluntat, encesa per la percepció que no ser és millor que ser, és el més alt principi de tota moral".

## Biografia
Nascut del que ell va anomenar "una violació dins del matrimoni" (en alemany: als Kind ehelicher Notzucht) el 5 d'octubre del 1841, a Offenbach, Philipp Mainländer va créixer essent el més jove de sis germans.
El 1856, Mainländer va entrar a l'escola comercial de Dresden per convertir-se en comerciant. Dos anys més tard va ser llogat en un centre comercial a Nàpols, Itàlia, on va aprendre l'italià i va descobrir les obres de  Dante,  Petrarca,  Boccaccio i —molt especialment—  Leopardi. Va descriure més tard els seus cinc anys a Nàpols com els més feliços de la seva vida.
Durant aquest període crític, Mainländer va descobrir l'obra central d'Arthur Schopenhauer El món com a voluntat i representació. Dinou anys més tard va descriure l'esdeveniment com una revelació penetrant i es va referir al mes de febrer del 1860 com el "més important de la seva vida". En efecte, Schopenhauer continuaria essent la influència més important en Mainländer en la seva obra filosòfica posterior.
El 1863, Mainländer va tornar a Alemanya per treballar al negoci del seu pare. El mateix any, també va escriure el poema en tres parts Die letzten Hohenstaufen ("El darrer Hohenstaufen"). Dos anys més tard, el 5 d'octubre, en el 24è aniversari de Mainländer, va morir la seva mare. Mainländer va quedar profundament afectat per aquesta pèrdua. Durant els anys següents va estudiar Schopenhauer,  Kant ("no enverinat a través de  Fichte,  Schelling i  Hegel, sinó, més aviat, críticament enfortit a través de Schopenhauer), el Parsifal d'Eschenbach i els clàssics de la filosofia, d'Heràclit a Condillac.
El març del 1869, Mainländer va treballar al banc de J. Mart Magnus, a Berlín, amb l'objectiu declarat d'amassar una petita fortuna en uns pocs anys i, a continuació, portar una vida digna amb els ingressos en concepte d'interessos. Tanmateix, el mercat de valors va caure a la Borsa de Viena el 8 de maig del 1873, va arruïnar totalment Mainländer i va ser la causa d'un fi sobtat d'aquests plans. El 1873, Mainländer va dimitir del seu càrrec al banc sense saber realment què faria després.

### Desenvolupament deLa filosofia de la redempció
Malgrat que els seus pares, que eren rics, havien comprat l'exempció del seu servei militar el 1861, Mainländer va realitzar nombrosos intents per tal de poder servir amb les armes. El 6 d'abril del 1874, Mainländer, ja amb 32 anys, va presentar una sol·licitud directament a l'emperador  Guillem I d'Alemanya, que va ser concedida a conseqüència del seu nomenament com a membre dels cuirassers a Halberstadt, a partir del 28 de setembre. Durant els quatre mesos anteriors al seu servei militar obligatori, Mainländer, obsessionat amb la seva obra, va escriure el primer volum de La filosofia de la Redempció. Va lliurar el manuscrit complet a la seva germana Minna, sol·licitant que trobés un editor mentre ell complia el seu servei militar. L'autor va escriure una carta a l'encara desconegut editor on sol·licitava l'omissió del seu nom de naixement i la seva substitució pel pseudònim "Philipp Mainländer", afirmant que no hi havia res que detestés més que "estar exposat als ulls del món".
L'1 de novembre del 1875, Mainländer, compromès en un principi per tres anys, "esgotat", —com va assenyalar en una carta adreçada a la seva germana Minna— va demanar de ser deslliurat prematurament del servei militar i va viatjar de tornada a la seva ciutat natal, Offenbach, on —de nou obsessionat amb la seva obra— en amb prou feines dos mesos va corregir els fulls solts de La filosofia de la redempció, va escriure les seves memòries, la novel·la Rupertine del fino i va concloure la pàgina 650 del segon volum de la seva obra mestra.
Des del febrer d'aquest any, el col·lapse mental de Mainländer —que ha estat comparat amb el col·lapse que  Nietzsche patiria només uns anys més tard— es va fer evident. Finalment, en un descens a la megalomania i creient-se un messies de la democràcia social, la nit de l'1 d'abril del 1875, als trenta-quatre anys, Mainländer es va penjar a la seva residència d'Offenbach. Un munt de còpies de La filosofia de la redempció, que havien arribat el dia anterior, havia servit com a pedestal.

## Crítica de Nietzsche
El gran interès de Friedrich Wilhelm Nietzsche en Arthur Schopenhauer el va portar a llegir autors que van ser influenciats per Schopenhauer. Aquests escriptors eren Eduard von Hartmann, Julius Bahns i Mainländer. No creia que aquests autors fossin autèntics pessimistes alemanys. Nietzsche esmenta Mainländer només una vegada en les seves obres.
| «                        | ¿Hom podria comptar entre els autèntics alemanys amb diletants i renocs com ara l'apòstol dolçàs de la virginitat, Mainländer? (···). Ni Bahnsen ni Mainländer, ni fins i tot Eduard von Hartmann no ofereixen una ajuda segura per a la pregunta sobre si el pessimisme de Schopenhauer, la seva mirada horroritzada vers un món que ha esdevingut desdivinitzat, estúpid, cec, boig i qüestionable, el seu honest horror... no ha estat només un cas excepcional entre alemanys, sinó un esdeveniment alemany. | » |
| — La gaia ciència, § 357 | |   |